# بينغت بارون
بينغت بارون (بالسويدية: Bengt Baron)‏ هو سباح ورائد أعمال سويدي، ولد في 6 مارس 1962 في Finspång ‏ في السويد.

## وصلات خارجية
- بينغت بارون على موقع الاتحاد الدولي للسباحة (الإنجليزية)
- بينغت بارون على موقع أوليمبيديا (الإنجليزية)
- بينغت بارون على موقع اللجنة الأولمبية السويدية (السويدية)